# Baalath-Beer
En el Texto Masorético de Josué 19:8 se menciona una ciudad llamada «Baalath-Beer», que se sitúa cerca del final de una lista de ciudades pertenecientes a la Tribu de Simeón (19:1-9). Mientras que el Texto Masorético dice «Baalath-beer Ramath-negeb», una versión de la Septuaginta dice «Baalath al llegar a Ramath-negeb». No está claro cuál es la lectura más antigua.  Para «Ramath-negeb», varias traducciones bíblicas traducen el hebreo «rmt ngb» como «Ramá del Sur», «Ramá en el Néguev», «Ramá del Néguev», etc.
Los arqueólogos modernos no se han puesto de acuerdo sobre si el yacimiento de Baalath-Beer puede identificarse.  Las pruebas existentes son ambiguas en cuanto a si Baalath-beer es la misma ciudad que Ramath-negeb, y Baalath-beer puede ser el mismo lugar al que se hace referencia en otros lugares como Baal. 